# Tatort: Freddy tanzt
Freddy tanzt ist ein Fernsehfilm aus der Krimireihe Tatort. Der vom WDR produzierte Beitrag wurde am 1. Februar 2015 im Ersten Programm der ARD ausgestrahlt. In dieser 934. Tatortfolge ermitteln die Kölner Kommissare Ballauf und Schenk zum 62. Mal.

## Handlung
Marita Gerber wendet sich an ihren Nachbarn Max Ballauf, da ihr Sohn Daniel, ein junger Musiker, verschollen ist. Max Ballauf verweist sie jedoch lediglich an die Vermisstenstelle der Polizei.
Schließlich findet Marita Gerber mithilfe des Hundes ihres Sohnes, der ihr zugelaufen war, Daniels Leiche am Rheinufer. Eine Obduktion durch die Polizei ergibt zahlreiche Platz- und Schürfwunden sowie Verätzungen im Bereich der Augen und des Mundes. Als Todesursache stellt der Gerichtsmediziner innere Blutungen fest.
Ballauf und Schenk kontaktieren Julia Koch, die Ex-Freundin Daniels. Obwohl dieser schon seit längerer Zeit obdachlos ist, ist er immer noch als Mitbewohner Julias registriert.
In Daniels Rucksack, der im Fundbüro abgegeben worden war, finden die Ermittler einen Zeitungsausschnitt der Hotelbar Seven Secrets. Der Barkeeper erinnert sich tatsächlich an Daniel Gerber, der sich bei ihm zwei Wochen zuvor als Pianist beworben hat. Da sein Musikstil aber nicht zum Lokal gepasst hätte, habe er Daniel gebeten, das Haus zu verlassen. Außerdem seien ihm am selben Abend drei Börsenmakler aufgefallen, die er aufgrund von Handgreiflichkeiten kurz nach Daniel Gerber des Hauses verwiesen habe.
Da einer der Börsenmakler mit seiner Kreditkarte bezahlt hat, können ihn die Ermittler rasch als Tobias Krenz identifizieren. Er bestätigt die Aussage des Barkeepers, zusammen mit seinen Kollegen Oliver Kern und Jonas Stein in der mutmaßlichen Tatnacht im Seven Secrets gewesen zu sein und anschließend ein Taxi zum Point Five, einer Bar im Hafengebiet, genommen zu haben, was sich mit der Aussage des Taxifahrers deckt. 
Beim Durchforsten der Akten finden Ballauf und Schenk ein Protokoll eines Anrufs aus der Tatnacht, der mit der Angelegenheit in Verbindung stehen könnte. Ein älteres Ehepaar habe einen blutüberströmten Mann vor ihrer Haustür gesehen und die Polizei angerufen. Als sie vierzig Minuten später eingetroffen sei, seien die Beamten von einer Nachbarin des Ehepaars weggeschickt worden, da der Mann bereits längst verschwunden gewesen sei.
Bei der Ankunft der beiden Kommissare am besagten Wohnhaus stellt es sich als eine Art Hochsicherheitstrakt mit einer selbstschließenden Stahlgittertür heraus, deren Überwinden ohne Schlüssel oder Türöffner schier unmöglich scheint.
Das ältere Ehepaar, welches in der Tatnacht die Polizei gerufen hatte, habe Daniel für einen Trickbetrüger gehalten und ihn nicht ins Haus gelassen. Dennoch sei das Treppenhaus am nächsten Tag voller Blut gewesen, das die ältere Dame aufgewischt habe. Trotzdem finden die Ermittler Reste von Blutspuren am Treppengeländer und lassen sie von der Spurensicherung analysieren. Sie stellen sich als Spuren von Daniel heraus. Daher vermuten die Kommissare, dass einer der Hausbewohner Daniel die Tür geöffnet hat.
Die Kunstprofessorin Claudia Denk behauptet, in der Tatnacht aufgrund eines Geschäftsessens außer Haus gewesen zu sein. Ihre Tochter habe sie vorher zur Nachbarin Katja Petersen gebracht.
Katja Petersen, Autorin und Übersetzerin, schildert Ballauf und Schenk, in der Tatnacht die Tochter von Claudia Denk zu Bett gebracht zu haben und danach selbst eingeschlafen zu sein, weshalb sie das Läuten der Gegensprechanlage nicht gehört habe.
In der vierten Wohnung lebt der Eishockeytrainer Günther Baumgart. Zunächst bestreitet er aufgrund seiner im öffentlichen Fokus stehenden Karriere, irgendetwas von der Sache mitbekommen zu haben. Anhand des ebenfalls im Treppenhaus gefundenen Handys des Opfers kann jedoch nachgewiesen werden, dass Daniel mehrfach versucht hat, Günther Baumgart zu erreichen. Der gibt daraufhin zu, dass er schon vor einiger Zeit Daniels Talent am Klavier entdeckt, sich in ihn verliebt und ihn zu sich nach Hause zum Klavierspielen eingeladen habe. Er habe sich mit Daniel angefreundet, ihm ein Handy besorgt und sich öfters mit ihm getroffen. Da Baumgart in der Tatnacht aber Besuch von seiner in München lebenden Frau hatte, habe er dem blutüberströmten Daniel aus Angst, von seiner Frau als homosexuell erkannt zu werden, nicht die Tür geöffnet.
Nach einer weiteren Befragung Claudia Denks durch die Ermittler bietet ihr Freddy, der sich mittlerweile in Claudia verliebt und sich mit ihr näher angefreundet hat, an, auf ihre Tochter aufzupassen, während sie aufgrund eines angeblichen Geschäftsessens ihre Wohnung verlässt.
Als Claudia Denk am nächsten Abend erneut aufgrund eines angeblichen Geschäftsessens ihre Wohnung verlässt, folgt ihr Freddy Schenk und stellt fest, dass sie in einem Lokal als Prostituierte arbeitet. 
Die Ermittler erfahren, dass Oliver Kern in lebensbedrohlichem Zustand in ein Krankenhaus eingeliefert wurde. Dort schildert Krenz den Kommissaren, dass Kern und er Daniel noch einmal begegnet waren. Kern hatte Streit gesucht, und ein Bellen des Hundes hatte dazu geführt, dass Kern nach ihm getreten und darauf gebissen wurde. Dadurch war Kern ausgerastet und hatte auf Daniel eingetreten, bis dieser eine Pause zur Flucht hatte nutzen können. Die Börsenmakler waren ihm gefolgt und hatten gesehen, wie er ein Haus in Köln-Mülheim betrat, weshalb sie nur von leichten Verletzungen ausgegangen waren. Der Hundebiss hatte eine Wundinfektion verursacht, und aus Angst, im Falle einer Krankschreibung seine Anstellung zu verlieren, war Kern mit der Verletzung mehrere Tage lang nicht zum Arzt gegangen.
Freddy stellt Claudia Denk zur Rede und sie antwortet, sie sehe sich zur Prostitution gezwungen, da ihr Einkommen allein nicht ausreiche, um die Miete für die Wohnung zu bezahlen und sie nicht umziehen wolle. Sie behauptet, in der Tatnacht sei ein Freier in ihrer Wohnung gewesen und sie habe die Polizisten nicht ins Haus gelassen, um ihre geheime Identität als Prostituierte weiterhin verschleiern zu können. Freddy Schenk findet im Zimmer von Claudias Tochter jedoch eine Zeichnung, die sie zusammen mit ihrer Mutter, Katja Petersen und dem blutüberströmten Daniel zeigt, was darauf hinweist, dass das Mädchen die Tür geöffnet hat, in dem Glauben, dass die Mutter vom vermeintlichen Geschäftsessen zurückgekehrt wäre.
Katja Petersen gesteht, sie sei in der Tatnacht von Daniels Läuten aufgewacht. Er sei durch das Treppenhaus geirrt und sie habe ihn im Halbschlaf irrtümlich für ihren Ex-Mann gehalten, der sie öfters brutal zusammengeschlagen hätte. Sie habe ihm aus Furcht, erneut von ihm angegriffen zu werden, Pfefferspray ins Gesicht gesprüht, was auch die Verätzungen in Daniels Gesicht erklärt. Daniel sei sodann die Treppen hinuntergestürzt und gestorben. Zusammen mit Claudia Denk habe sie die Leiche in den Kofferraum ihres Autos geschafft. Die beiden seien ziellos durch Köln gefahren und hätten die Leiche am Rheinufer entsorgt. Schenk will sich dafür einsetzen, dass die Hausbewohner nicht vorläufig festgenommen werden, Ballauf besteht aber darauf. Man sieht zudem, dass Oliver Kern an seiner Infektion verstorben ist. 
In einem Epilog erfährt der Zuschauer, dass die Bewohner der Hausgemeinschaft zu Schenks Erleichterung nur zu Haftstrafen auf Bewährung verurteilt werden, und dass er sich mit seiner Frau zu einem Tangokurs angemeldet hat.

## Hintergrund
Colonia Media drehte diesen Tatort unter den Arbeitstiteln Tote Träume, Ein ehrenwertes Haus und Prügelknabe in Köln und Umgebung. Das Drehbuch schrieb Jürgen Werner nach einer Idee von Andreas Knaup, der selbst auch schon für mehrere Tatortepisoden das Drehbuch verfasste.
Bei dem Film wirkte das gesamte WDR Funkhausorchester Köln mit und spielte das Ende des eigens für diese Sendung komponierten „Tango Colonuevo“ von Frank Heckel, der Dirigent war Rasmus Baumann (im Abspann falsch „Rassmuss“ geschrieben). Als die beiden Ermittler das Orchester bei einer Probe aufsuchen, spielt dieses eine Orchesterfassung der Goldberg-Variationen von Johann Sebastian Bach.
Der Film wurde vom 11. März 2014 bis 10. April 2014 in Köln und Umgebung gedreht. Die Premiere fand am 27. Januar 2015 im Funkhaus des WDR in Köln statt.

## Rezeption

### Kritik
Rainer Tittelbach von Tittelbach.tv urteilte: „Der 62. ‚Tatort‘ aus Köln, ist ein düsteres Krimi-Sozialdrama, das von einem ehrenwerten Haus erzählt, das Sinnbild sein könnte für eine Gesellschaft, in der der Überlebenskampf offenbar die gesunden menschlichen Instinkte absterben lässt. Der Film von Andreas Kleinert nach dem konzentrierten, lebensklugen Drehbuch von Jürgen Werner ist kein moralinsaurer Zeigefingerfilm, sondern ein ästhetisch durchkomponiertes, kongenial stark besetztes, mitunter sogar lustvolles TV-Drama, das von seiner inneren Spannung lebt.“
Die Augsburger Allgemeine hat die Kritiken verschiedener Zeitungen zusammengefasst. So schrieb der Focus: „Die Folge ‚Freddy tanzt‘ ist mehr eine Sozialstudie als ein Krimi: Schonungslos wird hinter Hochglanz-Fassaden geschaut und menschliche Abgründe werden von den Kommissaren aufgedeckt. Eine Maske nach der anderen fällt.“ Der Stern meinte: „Der Kölner Tatort lieferte zwar wenig Spannung, war aber dank viel Klamauk und Musik trotzdem unterhaltsam. Die Überzeichnung der Figuren funktioniert aber nicht immer. Die schleimigen Banker, die sich in der Bar wie im Affenstall benehmen, Frauen angaffen und das Opfer beleidigen, sind so klischeehaft fies, dass sie fast einer ‚TKKG‘-Folge entsprungen sein könnten.“
Für den Der Spiegel wertete Christian Buß: „In seinen besseren Momenten ist diese Episode ein schönes Stück zum Thema Rettung und Versklavung durch Kunst. In seinen schlechteren Momenten ein prätentiöses Panorama über die, nun ja, Kälte zwischen den Menschen.“
Holger Gertz von der Süddeutschen Zeitung fasst zusammen: „Ein solider, aber auch sehr berechenbarer Tatort, der gelegentlich mit Fremdscham-Attacken überrascht.“

### Einschaltquote
Die Erstausstrahlung von Freddy tanzt am 1. Februar 2015 wurde in Deutschland von 10,49 Millionen Zuschauern gesehen und erreichte einen Marktanteil von 28,1 % für Das Erste.

### Trivia
Freddy Schenk präsentiert in diesem Film einen Chevrolet Camaro als Dienstwagen (K-LA 117H).